# Lam Jones
Lam Jones, John Wesley Jones (Lawton, Oklahoma, 1958. április 4. – Round Rock, Texas, 2019. március 15.) olimpiai bajnok amerikai rövidtávfutó, amerikaifutball-játékos.

## Pályafutása
Az 1976-os montréali olimpián 4 × 100 m váltóban aranyérmet szerzett. Társai Harvey Glance, Millard Hampton és Steve Riddick voltak. 1980-ban profi amerikaifutball-játékos lett. 1980 és 1986 között a New York Jets, 1987-ben a San Francisco 49ers illetve a Dallas Cowboys játékosa volt. Összesen 61 NFL-mérkőzésen szerepelt.

## Sikerei, díjai
- Olimpiai játékok
  - aranyérmes: 1976 Montréal (4 × 100 m)